# Rostislav (cuirassé)
Le Rostislav (en russe : Ростислав) est un cuirassé pré-Dreadnought construit pour la Marine impériale de Russie. Il doit son nom au grand prince Rostislav Ier de Kiev. Le Rostislav est construit au chantier naval Nikolaïev et sert dans la flotte de la mer Noire. Il prend part à la Première Guerre mondiale. Ce cuirassé de petite taille était doté d'une puissante artillerie, son déplacement et son excellente navigabilité lui permettent d'opérer dans les zones côtières de la mer Noire. 

## Historique

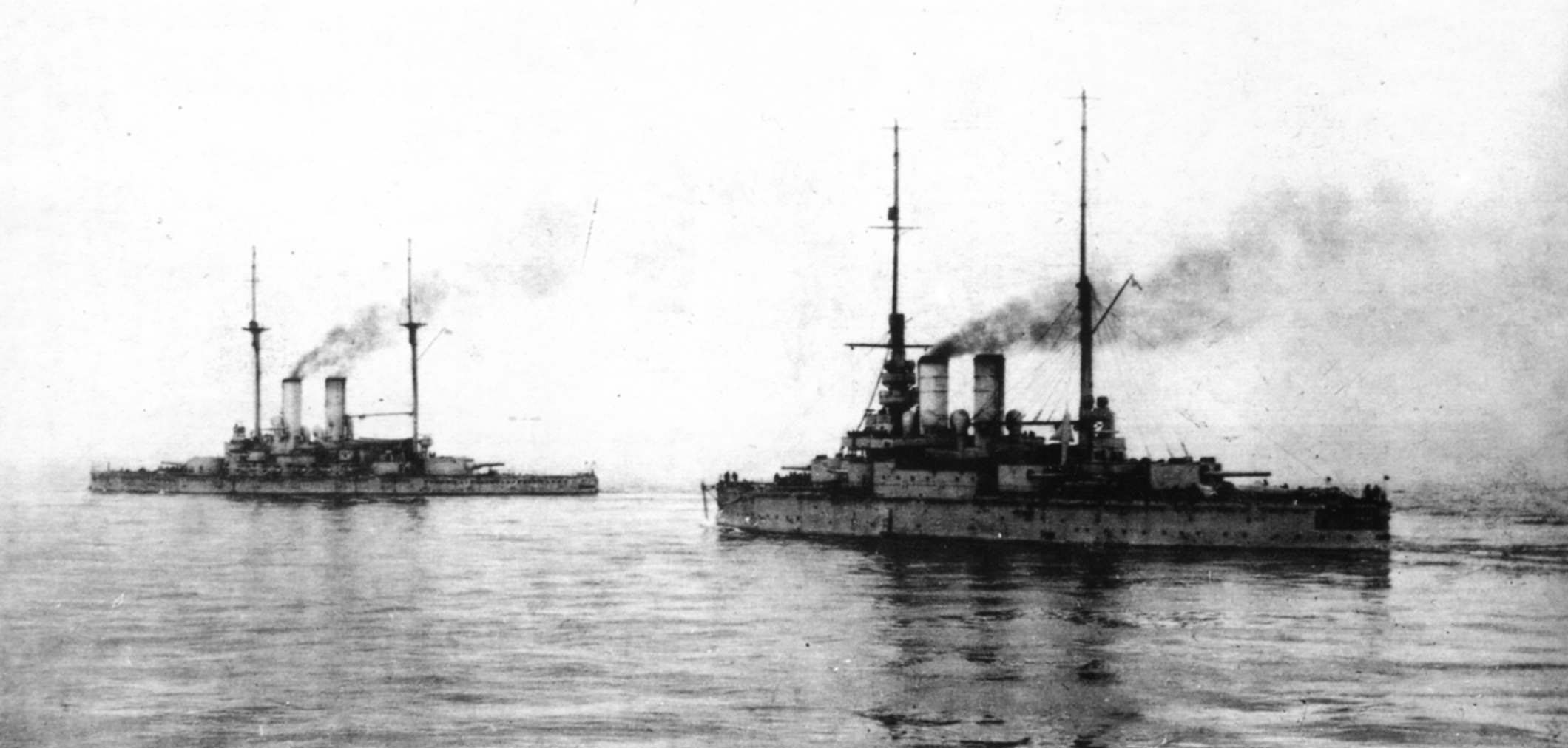
Les cuirassés impériaux russes Rostislav et Les Trois Saints.

Du 1er mai 1900 au 1er janvier 1903, le cuirassé est placé sous le commandement du grand-duc Alexandre Mikhaïlovitch de Russie. En mai 1907, le cuirassé entre en collision avec le sous-marin Karas. Au cours de la Première Guerre mondiale il prend part au blocus et aux bombardements des côtes turques. Il participe à la bataille du cap Sarytch en novembre 1914. Il est ancré au port de Sébastopol à partir de mars 1918. Le 1er mai suivant, il est capturé par les Allemands. Après la signature de l'armistice, le 24 novembre 1918, les Allemands remettent le cuirassé aux Franco-Britanniques. Il est mis au rebut, sur ordre de la Royal Navy, du 22 avril au 24 avril 1919.
Le 24 avril 1919, Le Rostislav reprend du service dans la Marine soviétique, mais est capturé par les Armées blanches le 24 juin 1919. Sur ordre des Armées blanches le cuirassé est sabordé dans le détroit de Kertch le 16 novembre 1920.
En 1930, l'organisme soviétique d'État Epron renfloue le navire afin de procéder à la récupération partielle d'outils et d'armes.